# Bartosz Zawieja
Bartosz Józef Zawieja (ur. 2 marca 1978 w Poznaniu) – polski polityk, urzędnik i samorządowiec, poseł na Sejm X kadencji (od 2023).

## Życiorys
Ukończył II Liceum Ogólnokształcące w Poznaniu. Z wykształcenia inżynier, absolwent Politechniki Poznańskiej. Działał w NZS, należał też do Porozumienia Polskich Chrześcijańskich Demokratów. W 2001 z ramienia Akcji Wyborczej Solidarność Prawicy bez powodzenia kandydował do Sejmu. Działał w samorządzie osiedlowym, był przewodniczącym rady osiedla Górczyn. Pracował w Urzędzie Miasta Poznania, a następnie w Starostwie Powiatowym w Poznaniu, gdzie objął stanowisko dyrektora Wydziału Tworzenia i Realizacji Projektów.
Dołączył do Platformy Obywatelskiej. W wyborach samorządowych w 2010 został wybrany na radnego Poznania, otrzymując 3572 głosy. Pełnił funkcje przewodniczącego Komisji Ochrony Środowiska oraz wiceprzewodniczącego Komisji Kultury Fizycznej i Turystyki. W 2014 z powodzeniem ubiegał się o reelekcję z wynikiem 3061 głosów. W 2016 został przewodniczącym miejskich struktur PO w Poznaniu. W styczniu 2017 złożył mandat radnego. Objął w tymże roku stanowisko wiceprezesa zarządu przedsiębiorstwa Remondis Sanitech Poznań, z którego został odwołany w 2018 po konflikcie z prezydentem miasta Jackiem Jaśkowiakiem. Powrócił do pracy w starostwie, został dyrektorem tego samego wydziału. Również w 2018 zrezygnował z funkcji partyjnej, przewodniczącym poznańskiej PO ponownie został w 2021.
W wyborach parlamentarnych w 2023 kandydował z piątego miejsca listy Koalicji Obywatelskiej w okręgu poznańskim; uzyskał mandat posła X kadencji, otrzymując 9103 głosy.

## Wyniki wyborcze
| Wybory | Komitet wyborczy | Komitet wyborczy                   | Organ                | Okręg | Wynik         |
| ------ | ---------------- | ---------------------------------- | -------------------- | ----- | ------------- |
| 2001   |                  | Akcja Wyborcza Solidarność Prawicy | Sejm IV kadencji     | nr 39 | 112 (0,03%)   |
| 2010   |                  | Platforma Obywatelska              | Rada Miasta Poznania | nr 6  | 3572 (14,40%) |
| 2014   | 3061 (13,72%)    | Platforma Obywatelska              | Rada Miasta Poznania | nr 6  |               |
| 2023   |                  | Koalicja Obywatelska               | Sejm X kadencji      | nr 39 | 9103 (1,53%)  |

## Życie prywatne
Syn Jana i Ewy. Żonaty, ma syna. Jego brat Maciej, który w 2009 zginął w wypadku drogowym, również był poznańskim radnym.